# Etalon
Un etalon poate fi:
- o mărime acceptată oficial în știință, în tehnică sau în relațiile economice și care servește ca unitate de bază într-un sistem de măsurare.[1]
- un obiect care materializează această mărime.[2]
- un aparat de măsură pentru reproducerea unei mărimi (exemplu: interferometru).[2]

## Istorie
Primele etaloane au fost construite în Franța la sfârșitul sec. 18. Acestea erau prototipurile de platină ale metrului și kilogramului. Metrul etalon se afla la Paris.

## Etalonul în metrologie
În metrologie, un etalon este o măsură, aparat de măsurat, material de referință, sau sistem de măsurare destinat a defini, realiza, conserva sau reproduce o unitate sau una sau mai multe valori ale unei măsuri pentru a servi ca referință.

#### Exemple de etaloane
- Etalon de masă.
- Rezistor etalon.
- Ampermetru etalon.
- Etalon de frecvență cu cesiu.
- Electrod de referință cu hidrogen.
- Soluție de referință de cortisol în ser uman, cu concentrație certificată.

Un ansamblu de măsuri sau aparate de măsură similare, care, utilizate împreună, constituie un etalon se numește etalon colectiv.
Un ansamblu de etaloane de valori alese, care, individual sau prin combinare, furnizează o serie de valori ale căror mărimi sunt de aceeași natură este denumit etalon de grup.

#### Tipuri de etaloane
- Etalon internațional - este un etalon recunoscut pe plan internațional.
- Etalon național - este un etalon recunoscut pe plan național.
- Etalon primar - este un etalon desemnat sau larg recunoscut ca având cele mai bune calități metrologice și a cărui valoare este atribuită fără raportare la alte etaloane ale aceleiași mărimi.
- Etalon secundar - este un etalon a cărui valoare este atribuită prin comparare cu un etalon primar al aceleiași mărimi.
- Etalon de referință - este etalonul cu cele mai înalte calități metrologice disponibil într-un anume loc sau într-o organizație dată.
- Etalon de lucru - etalon curent pentru a etalona sau verifica măsuri, aparate de măsură sau materiale de referință.
- Etalon de transfer - etalon intermediar pentru compararea a două etaloane.
- Etalon itinerant - etalon de construcție specială, destinat să fie transportat la locul măsurătorilor.